# Olympische Sommerspiele 1928/Teilnehmer (Luxemburg)
| Gelbes Symbol für Goldmedaillen mit stilisierten Olympischen Ringen | Graues Symbol für Silbermedaillen mit stilisierten Olympischen Ringen | Braundes Symbol für Bronzemedaillen mit stilisierten Olympischen Ringen |
| ------------------------------------------------------------------- | --------------------------------------------------------------------- | ----------------------------------------------------------------------- |
| —                                                                   | —                                                                     | —                                                                       |

Luxemburg nahm an den Olympischen Sommerspielen 1928 in Amsterdam, Niederlande, mit einer Delegation von 47 Sportlern (45 Männer und zwei Frauen) teil.

## Teilnehmer nach Sportarten

### Boxen
- Jean Kieffer
Fliegengewicht: 17. Platz

- Mathias Sancassiani
Leichtgewicht: 9. Platz

- Albert Nuss
Weltergewicht: 17. Platz

- Georges Pixius
Mittelgewicht: 9. Platz

- Jean Welter senior
Halbschwergewicht: 9. Platz

### Fußball
- Herrenteam
9. Platz

- Kader
Albert Reuter
Bernard Fischer
Émile Kolb
François Weber
Willy Schütz
Henri Scharry
Jos Kirpes
Jean-Pierre Weisgerber
Nicky Kirsch
Paul Feierstein
Robert Theissen

### Gewichtheben
- Menotti Pozzacchio
Leichtgewicht: 13. Platz

- François Bremer
Mittelgewicht: Kein Ergebnis

- Nic Scheitler
Leichtschwergewicht: 14. Platz

### Leichtathletik
- Fritz Eyschen
100 Meter: Vorläufe
400 Meter: Vorläufe

- Jean Moulin
100 Meter: Vorläufe
200 Meter: Vorläufe

- Georges Schmit
100 Meter: Vorläufe

- Louis Schmit
800 Meter: Vorläufe

### Radsport
- Jean-Pierre Muller
Straßenrennen, Einzel: 34. Platz
Straßenrennen, Mannschaft: 10. Platz

- Norbert Sinner
Straßenrennen, Einzel: 40. Platz
Straßenrennen, Mannschaft: 10. Platz

- Jean Alfonsetti
Straßenrennen, Einzel: 42. Platz
Straßenrennen, Mannschaft: 10. Platz

- Marcel Pesch
Straßenrennen, Einzel: DNF

### Ringen
- Georges Miller
Bantamgewicht, griechisch-römisch: 14. Platz

- Adolphe Dumont
Leichtgewicht, griechisch-römisch: 13. Platz

- Émile Frantz
Mittelgewicht, griechisch-römisch: 13. Platz

### Schwimmen
- Eugène Kuborn
100 Meter Rücken: Vorläufe

- Marie-Jeanne Bernard
Frauen, 100 Meter Rücken: Vorläufe

- Virginie Rausch
Frauen, 200 Meter Brust: Vorläufe

### Turnen
- Mathias Logelin
Einzelmehrkampf: 42. Platz
Mannschaftsmehrkampf: 9. Platz
Barren: 37. Platz
Pferdsprung: 53. Platz
Reck: 28. Platz
Ringe: 53. Platz
Seitpferd: 62. Platz

- Nic Roeser
Einzelmehrkampf: 49. Platz
Mannschaftsmehrkampf: 9. Platz
Barren: 60. Platz
Pferdsprung: 32. Platz
Reck: 45. Platz
Ringe: 49. Platz
Seitpferd: 39. Platz

- Fränz Zouang
Einzelmehrkampf: 55. Platz
Mannschaftsmehrkampf: 9. Platz
Barren: 59. Platz
Pferdsprung: 57. Platz
Reck: 57. Platz
Ringe: 54. Platz
Seitpferd: 51. Platz

- Jean-Pierre Urbing
Einzelmehrkampf: 68. Platz
Mannschaftsmehrkampf: 9. Platz
Barren: 68. Platz
Pferdsprung: 77. Platz
Reck: 73. Platz
Ringe: 66. Platz
Seitpferd: 64. Platz

- Edouard Grethen
Einzelmehrkampf: 70. Platz
Mannschaftsmehrkampf: 9. Platz
Barren: 68. Platz
Pferdsprung: 65. Platz
Reck: 81. Platz
Ringe: 65. Platz
Seitpferd: 65. Platz

- Josy Staudt
Einzelmehrkampf: 74. Platz
Mannschaftsmehrkampf: 9. Platz
Barren: 72. Platz
Pferdsprung: 58. Platz
Reck: 80. Platz
Ringe: 58. Platz
Seitpferd: 83. Platz

- Mathias Erang
Einzelmehrkampf: 77. Platz
Mannschaftsmehrkampf: 9. Platz
Barren: 64. Platz
Pferdsprung: 74. Platz
Reck: 82. Platz
Ringe: 69. Platz
Seitpferd: 79. Platz

- Albert Neumann
Einzelmehrkampf: 80. Platz
Mannschaftsmehrkampf: 9. Platz
Barren: 67. Platz
Pferdsprung: 39. Platz
Reck: 75. Platz
Ringe: 72. Platz
Seitpferd: 86. Platz

### Wasserball
- Herrenteam
9. Platz

- Kader
Georges Bauer
Victor Klees
Eugène Kuborn
Félix Unden
Jules Staudt
Boyty Staudt
Charles Mersch